# مينورو ايواتا
مينورو ايواتا (13 سبتمبر 1957 في اليابان - ) (بالكانا:いわた みのる) هو لاعب كرة طائرة ياباني. شارك في الألعاب الأولمبية الصيفية 1984.

## وصلات خارجية
- مينورو ايواتا على موقع أوليمبيديا (الإنجليزية)